# شهرستان خوزات
شهرستان خوزات (به ترکی استانبولی: Hozat) از شهرستان‌های کردنشین استان تونج‌ایلی در شرق ترکیه است. این شهرستان از لحاظ جغرافیایی، بخشی از فلات ایران محسوب می‌شود که پس از جنگ چالدران به تصرف عثمانیها درآمد.
1. ↑  "Area of regions (including lakes), km²". Regional Statistics Database. Turkish Statistical Institute. 2002. Retrieved 2013-03-05.
2. ↑  "Population of province/district centers and towns/villages by districts - 2012". Address Based Population Registration System (ABPRS) Database. Turkish Statistical Institute. Retrieved 2013-02-27.